# 寒風峠 (徳島県)
寒風峠（さむかぜとうげ）は、徳島県吉野川市に位置する峠である。標高401m。

## 概要
吉野川市川島町学と同市美郷奥丸の境界に位置。峠道は吉野川市美郷恵美子と同市川島町峰八・川島町学を結ぶ主要路。峠名は、冬季に峠まで登ると吉野川を越えて吹きつける北風が冷たかったためついたと云われている。
美郷村東山から川島は出れば徳島へ行くには、この峠を通るか、東側1.8kmの位置にある堀割峠を利用した。恵美子は土器の把手がこの集落から出土しているので、早くから開けた土地であると伝わる。
アカマツ・モチツツジ・シダが茂る峠に立つと、北方眼下にJR徳島線が見えるが、周辺は昔をしのぶものは何もなく、現在の峠道は植物が繁茂するにまかされている。